# Thomas Bagger

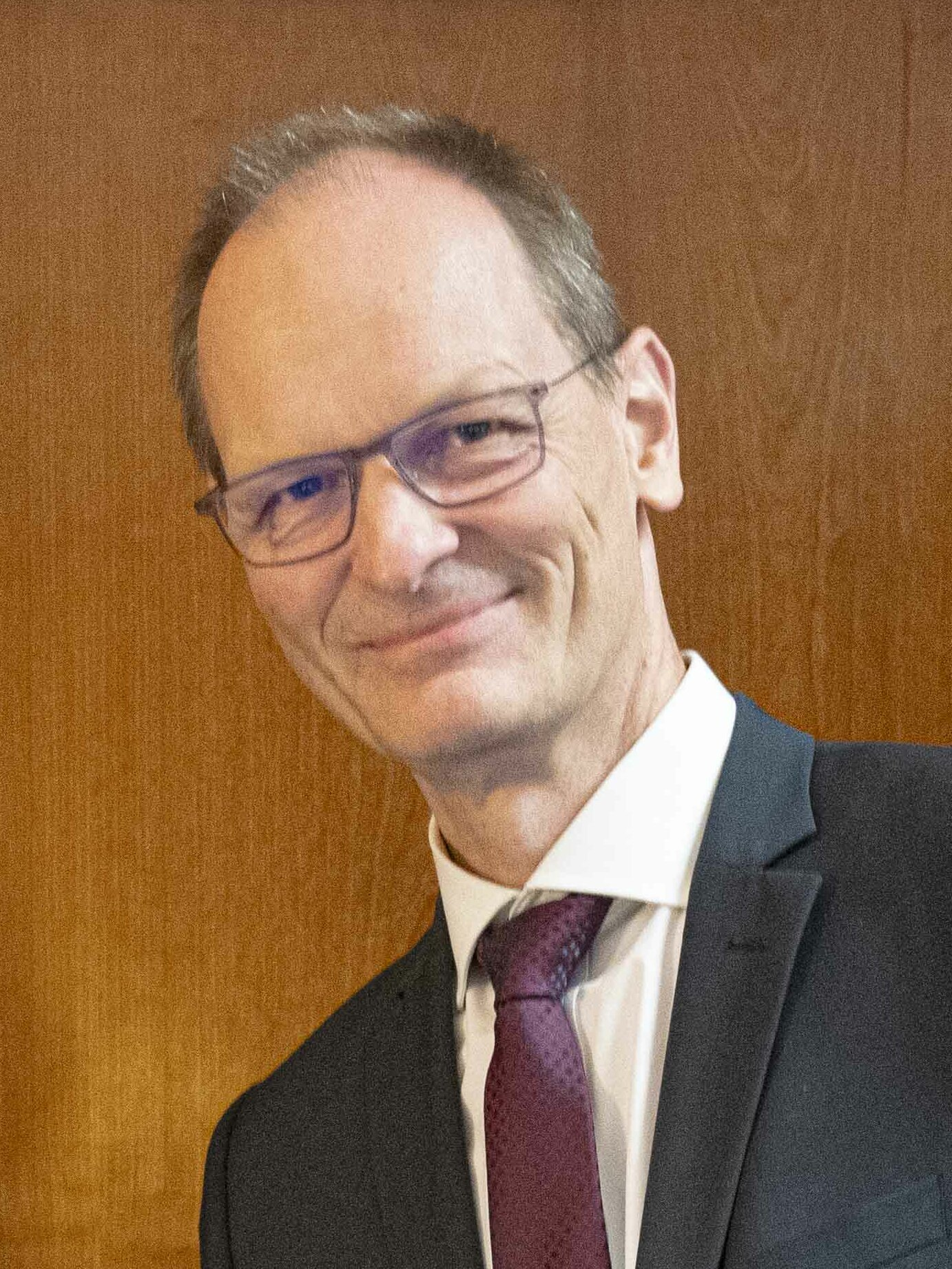
Thomas Bagger (2023)

Thomas Bagger (* 21. Oktober 1965 in Lüneburg) ist ein deutscher Diplomat. Seit 2025 ist er deutscher Botschafter in Italien und San Marino. Zuvor war er von 2023 bis 2025 Staatssekretär des Auswärtigen Amtes, von 2022 bis 2023 Botschafter der Bundesrepublik Deutschland in Polen und von 2017 bis 2022 Leiter der Abteilung Ausland im Bundespräsidialamt und in dieser Funktion außenpolitischer Berater von Bundespräsident Frank-Walter Steinmeier.

## Ausbildung

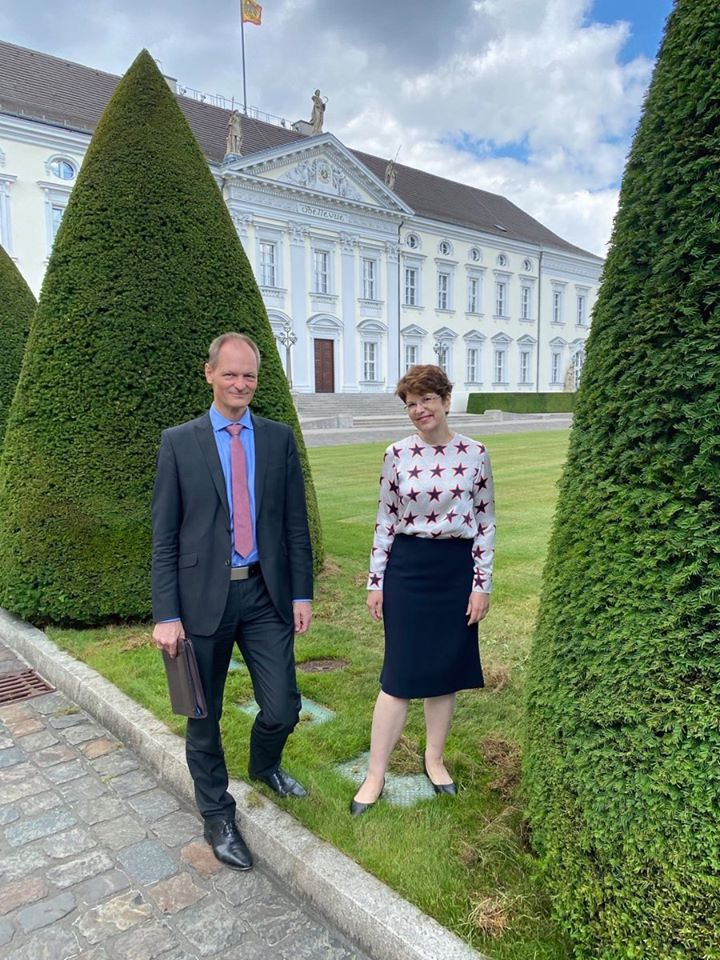
Thomas Bagger und die US-Gesandte Robin Quinville vor Schloss Bellevue

Der Sohn des früheren Generalinspekteurs der Bundeswehr Hartmut Bagger absolvierte nach dem Abitur 1984 eine Ausbildung zum Reserveoffizier bei der Bundeswehr. Nach deren Abschluss begann er 1986 ein Studium der Politikwissenschaften an der Ludwig-Maximilians-Universität München, wurde Mitglied der baltischen Corporation Fraternitas Dorpatensis zu München und schloss sein Studium 1992 ab. Während dieser Zeit absolvierte er zwischen 1988 und 1989 auch einen Studiengang im Fach Internationale Beziehungen am Institut d’études politiques de Paris (SciencesPo) sowie anschließend von 1989 bis 1990 einen Studiengang Verwaltung und Politik an der University of Maryland, College Park, das er mit einem Master of Arts (M.A.) beendete. Danach war er zwischen 1990 und 1992 als Forschungsassistent bei der Stiftung Wissenschaft und Politik (SWP) beschäftigt. 1992 schloss er seine Promotion an der Ludwig-Maximilians-Universität München mit der Dissertation „Strategische Technologien“, internationale Wirtschaftskonkurrenz und staatliche Intervention. Eine Analyse der Entwicklungen und Widersprüche am Beispiel der Halbleiterindustrie ab.

## Laufbahn
1992 begann Bagger den Vorbereitungsdienst für den höheren Auswärtigen Dienst. Im Auswärtigen Amt arbeitete er zunächst im Grundsatzreferat der Europaabteilung und von 1995 bis 1996 als Redenschreiber für Bundesminister Klaus Kinkel (FDP). Von 1996 bis 1998 war er Referent für Presse und Politik an der Deutschen Botschaft Prag. Von 1999 bis 2002 arbeitete er als Redenschreiber von Bundesminister Joschka Fischer (Bündnis 90/Die Grünen) im Ministerbüro des Auswärtigen Amtes in Berlin. Von 2002 bis 2006 war er in der Politischen Abteilung und im Pressereferat an der Deutschen Botschaft in Ankara und von 2006 bis 2009 als Politischer Gesandter an der Deutschen Botschaft in Washington, D.C. tätig.
Von 2009 bis 2011 war Bagger im Auswärtigen Amt der Büroleiter von Bundesminister Guido Westerwelle (FDP). Vom Sommer 2011 bis Anfang 2017 leitete er den Planungsstab des Auswärtigen Amtes in Berlin, seit Ende 2013 unter Bundesminister Frank-Walter Steinmeier (SPD). Dort verantwortete er mit dem Projekt „Review2014“ eine grundlegende Überprüfung der deutschen Außenpolitik, an die sich eine Neuorganisation des Auswärtigen Amtes anschloss.
Im März 2017 wechselte er mit dem damals neuen Bundespräsidenten Frank-Walter Steinmeier in das Bundespräsidialamt und leitete dort als Ministerialdirektor bis März 2022 die Abteilung Ausland. In dieser Funktion war er der außenpolitische Berater von Bundespräsident Frank-Walter Steinmeier.
Bagger war von Juli 2022 bis Juli 2023 als Botschafter Leiter der Botschaft Warschau/Polen.
Im August 2023 wurde er zum Staatssekretär des Auswärtigen Amtes ernannt. Im Zuge der Bildung des Kabinetts Merz am 6. Mai 2025 schied er aus dem Amt des Staatssekretärs aus.
Seit August 2025 ist Bagger deutscher Botschafter in Italien und San Marino an der Botschaft in Rom.

## Auszeichnungen (Auswahl)
- Verdienstmedaille für Diplomatie der Tschechischen Republik (2024)[6]

## Schriften
- „Strategische Technologien“, internationale Wirtschaftskonkurrenz und staatliche Intervention. Eine Analyse der Entwicklungen und Widersprüche am Beispiel der Halbleiterindustrie, Dissertation Universität München, Baden-Baden 1993, ISBN 3-7890-2867-3
- The German Moment in a Fragile World, in: The Washington Quarterly, Vol. 37, 4, Januar 2015, S. 25–35, doi:10.1080/0163660X.2014.1002151